# 물리 계층
컴퓨터 망의 7계층 OSI 모형에서 물리 계층(physical layer) 또는 계층 1은 첫 번째이자 가장 낮은 계층이며, 장치 간의 물리적 연결과 가장 밀접하게 관련되어 있다. 물리 계층은 전송 매체에 전기적, 기계적, 절차적 인터페이스를 제공한다. 전기 단자의 모양과 속성, 전송할 주파수, 사용할 라인 코드 및 유사한 하위 수준 매개변수는 물리 계층에 의해 지정된다.
전기 계층에서 물리 계층은 일반적으로 전용 PHY 칩으로 구현되거나, 전자 설계 자동화(EDA)에서는 반도체 IP 코어로 구현된다. 모바일 컴퓨팅에서는 MIPI Alliance의 M-PHY 패밀리 상호 연결 프로토콜이 널리 사용된다.

## 역할
물리 계층은 네트워크 노드를 연결하는 물리적 데이터 링크를 통해 원시 비트 스트림을 전송하는 수단을 정의한다. 비트스트림은 코드 워드 또는 심볼로 그룹화되어 매질을 통해 전송되는 물리적 신호로 변환될 수 있다.
물리 계층은 네트워크의 전자 회로 전송 기술로 구성된다. 네트워크의 상위 계층 기능의 기본 계층이며, 특성이 매우 다양한 수많은 하드웨어 기술을 통해 구현될 수 있다.
OSI 모델의 의미론 내에서 물리 계층은 데이터 링크 계층의 논리 통신 요청을 하드웨어별 작업으로 변환하여 전자(또는 기타) 신호의 전송 또는 수신을 유발한다. 물리 계층은 논리적 데이터 패킷 생성을 담당하는 상위 계층을 지원한다.

## 물리 신호 서브계층
개방형 시스템 간 상호 접속(OSI) 아키텍처를 사용하는 네트워크에서 물리 신호 서브계층은 물리 계층의 부분으로,
- 데이터 링크 계층의 매체 접근 제어(MAC) 서브계층과 인터페이스한다.
- 심볼 부호화, 전송, 수신 및 복호화를 수행한다.
- 갈바닉 절연을 수행한다.

## 인터넷 프로토콜 스위트와의 관계
RFC 1122 및 RFC 1123에 정의된 인터넷 프로토콜 스위트는 인터넷 및 유사 네트워크에 사용되는 고수준 네트워킹 설명이다. 이 모델은 물리적 인터페이스와 직접 관련이 없으므로 하드웨어 수준 사양 및 인터페이스를 전적으로 다루는 계층을 정의하지 않는다.

## 서비스
물리 계층에서 수행되는 주요 기능 및 서비스는 다음과 같다.
물리 계층은 물리적 전송 매체를 통해 비트 단위 또는 심볼 단위 데이터 전송을 수행한다. 여기에는 전기 커넥터 및 케이블의 기계적 사양(예: 최대 케이블 길이), 전송선로 신호 레벨 및 임피던스의 전기적 사양이 포함된다. 물리 계층은 전자기 스펙트럼 주파수 할당 및 신호 강도, 아날로그 대역폭 등의 사양을 포함하여 전자파 적합성을 담당한다. 전송 매체는 광섬유를 통한 전기 또는 광학 통신이거나 자유 공간 광 통신 또는 라디오와 같은 무선 통신 링크일 수 있다.
라인 코드는 데이터를 전기적 변동 패턴으로 변환하는 데 사용되며, 이는 반송파 또는 적외선으로 변조될 수 있다. 데이터 흐름은 동기식 직렬 통신에서 비트 동기화 또는 비동기식 직렬 통신에서 시작-정지 신호 및 흐름 제어로 관리된다. 여러 네트워크 참가자 간의 전송 매체 공유는 간단한 회선 교환 또는 다중화로 처리될 수 있다. 전송 매체 공유를 위한 더 복잡한 매체 접근 제어 프로토콜은 이더넷의 CSMA/CD와 같이 반송파 감지 및 충돌 감지를 사용할 수 있다.
신뢰성과 효율성을 최적화하기 위해 등화, 훈련 시퀀스 및 펄스 성형과 같은 신호 처리 기술이 사용될 수 있다. 오류 정정 부호 및 전방 오류 정정을 포함한 기술은 신뢰성을 더욱 향상시키는 데 적용될 수 있다.
물리 계층과 관련된 다른 주제는 다음과 같다. 비트 전송률; 점대점, 다지점 또는 점대다지점 회선 구성; 물리적 네트워크 토폴로지(예: 버스, 링, 메시 또는 스타 네트워크); 직렬 또는 병렬 통신; 단방향, 반이중 또는 전이중 전송 모드; 및 자동 협상.

## PHY

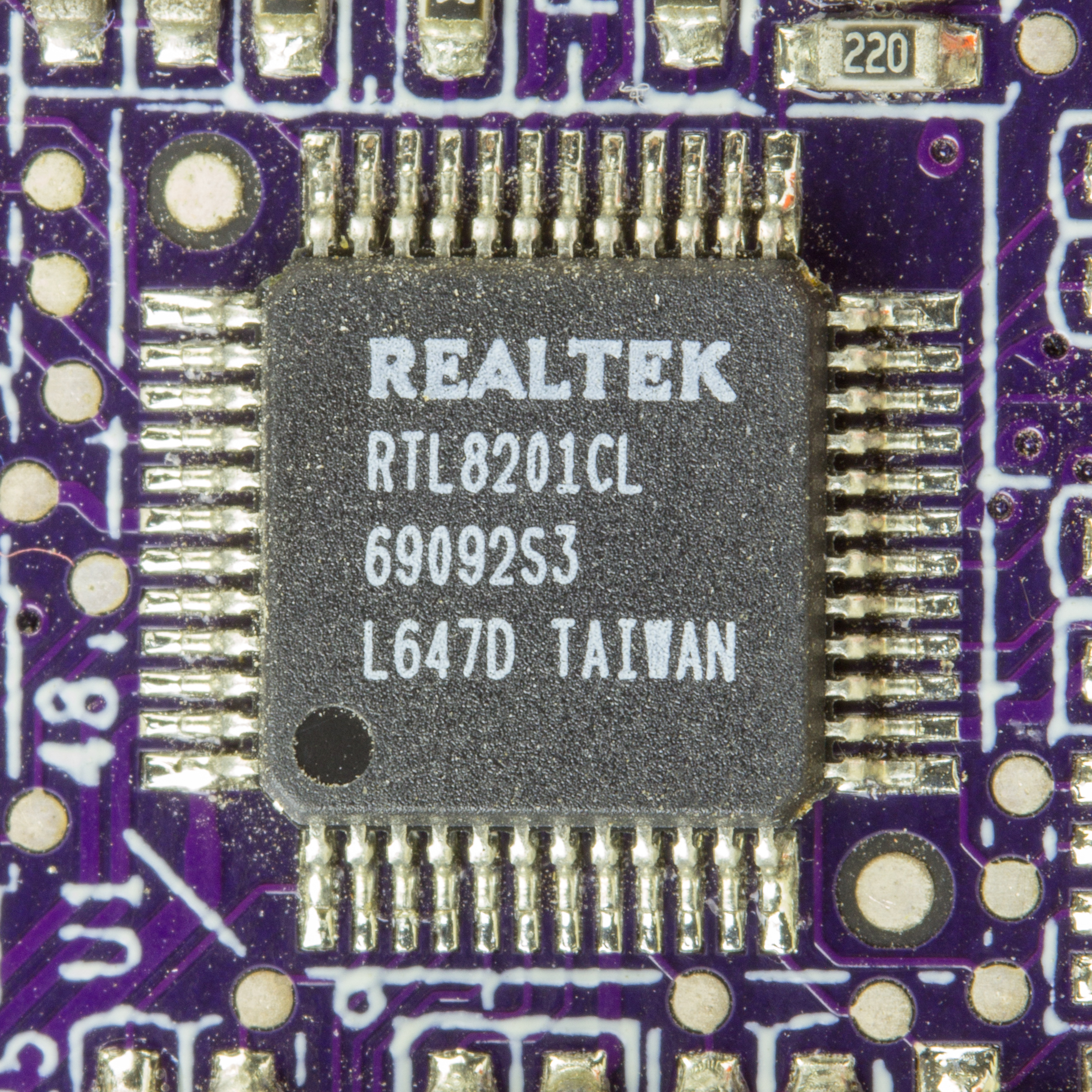
RTL8201 이더넷 PHY 칩

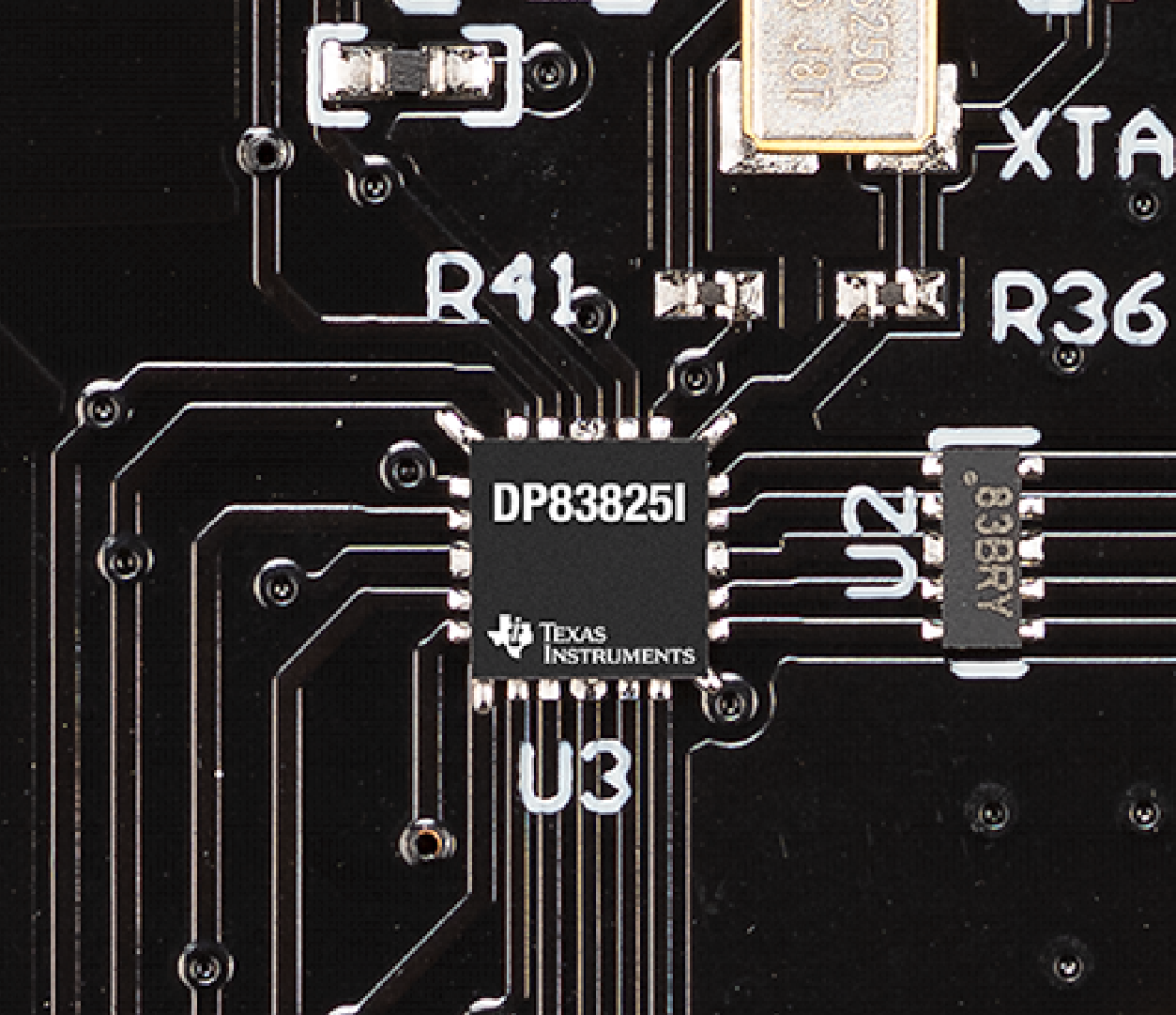
텍사스 인스트루먼트 DP83825 – 3 × 3 mm 3.3 V PHY 칩

PHY는 물리 계층의 약어로, 네트워크 인터페이스 컨트롤러에서 OSI 모형의 물리 계층 기능을 구현하는 데 필요한 집적 회로이다.
PHY는 링크 계층 장치(매체 접근 제어의 약어인 MAC으로 불리는 경우가 많음)를 광섬유 또는 구리 케이블과 같은 물리적 매체에 연결한다. PHY 장치는 일반적으로 물리적 코딩 서브계층(PCS) 및 물리 매체 종속(PMD) 계층 기능을 모두 포함한다.
-PHY는 특정 물리 계층 프로토콜을 참조하는 짧은 이름을 구성하는 접미사로도 사용될 수 있다. 예를 들어 M-PHY가 있다.
광섬유 통신용 모듈형 트랜시버(예: SFP 제품군)는 PHY 칩을 보완하고 PMD 서브계층을 형성한다.

### 이더넷 물리 트랜시버

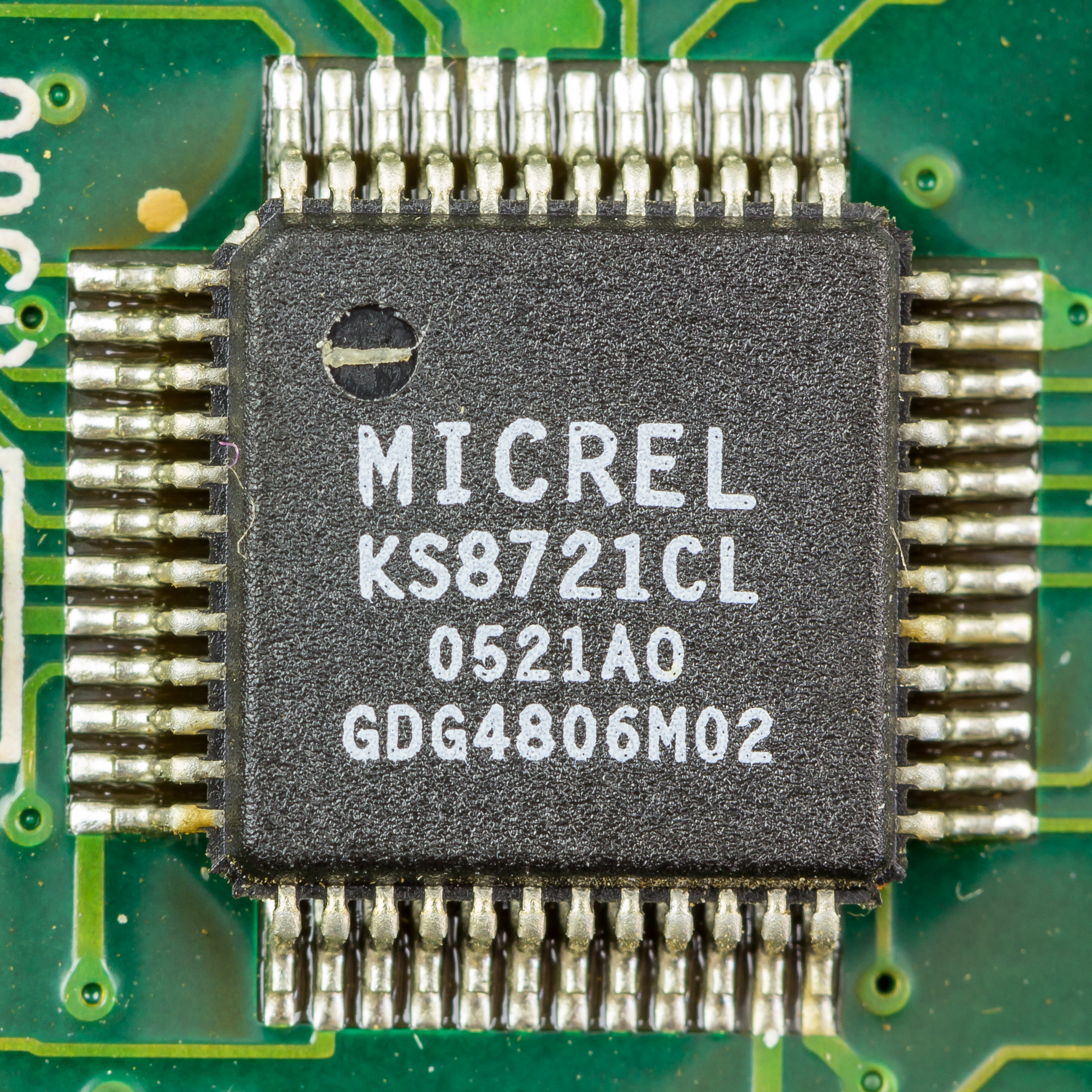
마이크렐 KS8721CL – 3.3 V 단일 전원 공급 장치 10/100BASE-TX/FX MII 물리 계층 트랜시버

이더넷 PHY는 OSI 네트워크 모델의 물리 계층에서 작동하는 구성 요소이다. 이더넷의 물리 계층 부분을 구현한다. 그 목적은 링크에 아날로그 신호 물리적 접근을 제공하는 것이다. 일반적으로 매체 독립 인터페이스(MII)와 인터페이스하여 마이크로컨트롤러 또는 상위 계층 기능을 처리하는 다른 시스템의 MAC 칩에 연결된다.
더 구체적으로, 이더넷 PHY는 이더넷 데이터 프레임의 하드웨어 송수신 기능을 구현하는 칩이다. 이더넷의 회선 변조의 아날로그 도메인과 패킷 신호의 디지털 도메인 사이의 인터페이스 역할을 한다. PHY는 일반적으로 데이터 링크 계층의 역할인 MAC 주소 지정을 처리하지 않는다. 마찬가지로 웨이크 온 랜 및 부트 ROM 기능은 네트워크 인터페이스 컨트롤러(NIC)에 구현되며, NIC는 PHY, MAC 및 기타 기능이 하나의 칩으로 통합되거나 별도의 칩으로 통합될 수 있다.
일반적인 이더넷 인터페이스에는 데이터 통신을 위한 광섬유 또는 2~4개의 구리 페어가 포함된다. 그러나 이제는 단일 구리선 페어를 활용하면서도 의도한 속도로 통신할 수 있는 새로운 인터페이스인 단일 페어 이더넷(SPE)이 존재한다. 텍사스 인스트루먼트 DP83TD510E는 SPE를 사용하는 PHY의 예시이다.
예시에는 마이크로세미 SimpliPHY 및 SynchroPHY VSC82xx/84xx/85xx/86xx 제품군, 마벨 테크놀로지 그룹 알래스카 88E1310/88E1310S/88E1318/88E1318S 기가비트 이더넷 트랜시버, 텍사스 인스트루먼트 DP838xx 제품군과 인텔 및 ICS의 제품이 있다.

### 기타 응용 프로그램
- 무선랜 또는 와이파이: PHY 부분은 RF, 혼합 신호 및 아날로그 부분으로 구성되며, 종종 트랜시버라고 불리며, 디지털 신호 처리기(DSP) 및 채널 코드를 포함한 통신 알고리즘 처리를 사용하는 디지털 베이스밴드 부분으로 구성된다. 이러한 PHY 부분이 시스템 온 칩(SOC) 구현에서 매체 접근 제어(MAC) 계층과 통합되는 것이 일반적이다. 유사한 무선 응용 프로그램에는 3G/4G/LTE/5G, WiMAX 및 UWB가 포함된다.
- USB: PHY 칩은 호스트 또는 임베디드 시스템의 대부분의 USB 컨트롤러에 통합되어 인터페이스의 디지털 부분과 변조된 부분 사이의 브리지를 제공한다.
- IrDA: 적외선 데이터 협회(IrDA)의 사양에는 데이터 전송의 물리 계층에 대한 IrPHY 사양이 포함된다.
- SATA: SATA 컨트롤러는 PHY를 사용한다.

## 기술
다음 기술은 물리 계층 서비스를 제공한다.
- 1-Wire
- ARINC 818 Avionics Digital Video Bus
- 블루투스 물리 계층
- CAN 버스 물리 계층
- DSL
- EIA RS-232, EIA-422, EIA-423, RS-449, RS-485
- 이더루프
- 이더넷 물리 계층 10BASE-T, 10BASE2, 10BASE5, 100BASE-TX, 100BASE-FX, 1000BASE-T, 1000BASE-SX 및 기타 변형 포함
- G.hn/G.9960 물리 계층
- GSM Um 무선 인터페이스 물리 계층
- UMTS 무선 인터페이스 물리 계층
- LTE 무선 인터페이스 물리 계층
- 5G 무선 인터페이스 물리 계층
- 통신 위성 기술 물리 계층
- IEEE 802.15.4 물리 계층
- IEEE 1394 인터페이스
- IRDA 물리 계층
- ISDN
- ITU 권고: ITU-T 참조
- I²C, I²S
- LoRa
- 낮은 전압 차분 신호
- 모바일 산업 프로세서 인터페이스 물리 계층
- 변조된 초음파
- 광 전송 네트워크(OTN)
- SMB
- SONET/SDH
- SPI
- T1 및 기타 T-캐리어 링크, E1 및 기타 E-캐리어 링크
- 전화망 모뎀 — ITU-T V.92
- 트랜스퍼제트 물리 계층
- USB 물리 계층
- PCI 익스프레스 물리 계층
- 802.11 Wi-Fi 물리 계층
- IEEE 802.15.7에 의해 조정되는 가시광선 통신
- X10

## 같이 보기
- 채널 모델
- 클록 복구
- 데이터 전송
- 본질 안전
- SerDes